# Revolution (2020)
Revolution (2020) – gala wrestlingu wyprodukowana przez federację i dla zawodników All Elite Wrestling (AEW). Odbyła się 29 lutego 2020 w Wintrust Arena w Chicago w stanie Illinois. Emisja była przeprowadzana na żywo przez serwis strumieniowy B/R Live w Ameryce Północnej i za pośrednictwem FITE TV na całym świecie oraz w systemie pay-per-view. Była to pierwsza gala w chronologii cyklu Revolution.
Na gali odbyło się dziewięć walk, w tym jedna podczas pre-show Buy In i jedna, która była dark matchem. W walce wieczoru, Jon Moxley pokonał Chrisa Jericho zdobywając AEW World Championship. W innych ważnych walkach, Kenny Omega i Adam Page pokonali The Young Bucks (Matta Jacksona i Nicka Jacksona) broniąc AEW World Tag Team Championship, Nyla Rose pokonała Kris Statlander obroniając AEW Women’s World Championship, MJF pokonał Cody’ego oraz Jake Hager pokonał Dustina Rhodesa w pierwszej walce Hagera w AEW.

## Produkcja
Revolution oferowało walki profesjonalnego wrestlingu z udziałem wrestlerów należących do federacji All Elite Wrestling. Oskryptowane rywalizacje (storyline’y) kreowane są podczas cotygodniowych gal Dynamite i Dark oraz podczas odcinków serii Being The Elite. Wrestlerzy są przedstawieni jako heele (negatywni, źli zawodnicy i najczęściej wrogowie publiki) i face’owie (pozytywni, dobrzy i najczęściej ulubieńcy publiki), którzy rywalizują pomiędzy sobą w seriach walk mających budować napięcie. Kulminacją rywalizacji jest walka wrestlerska lub ich seria.

### Rywalizacje

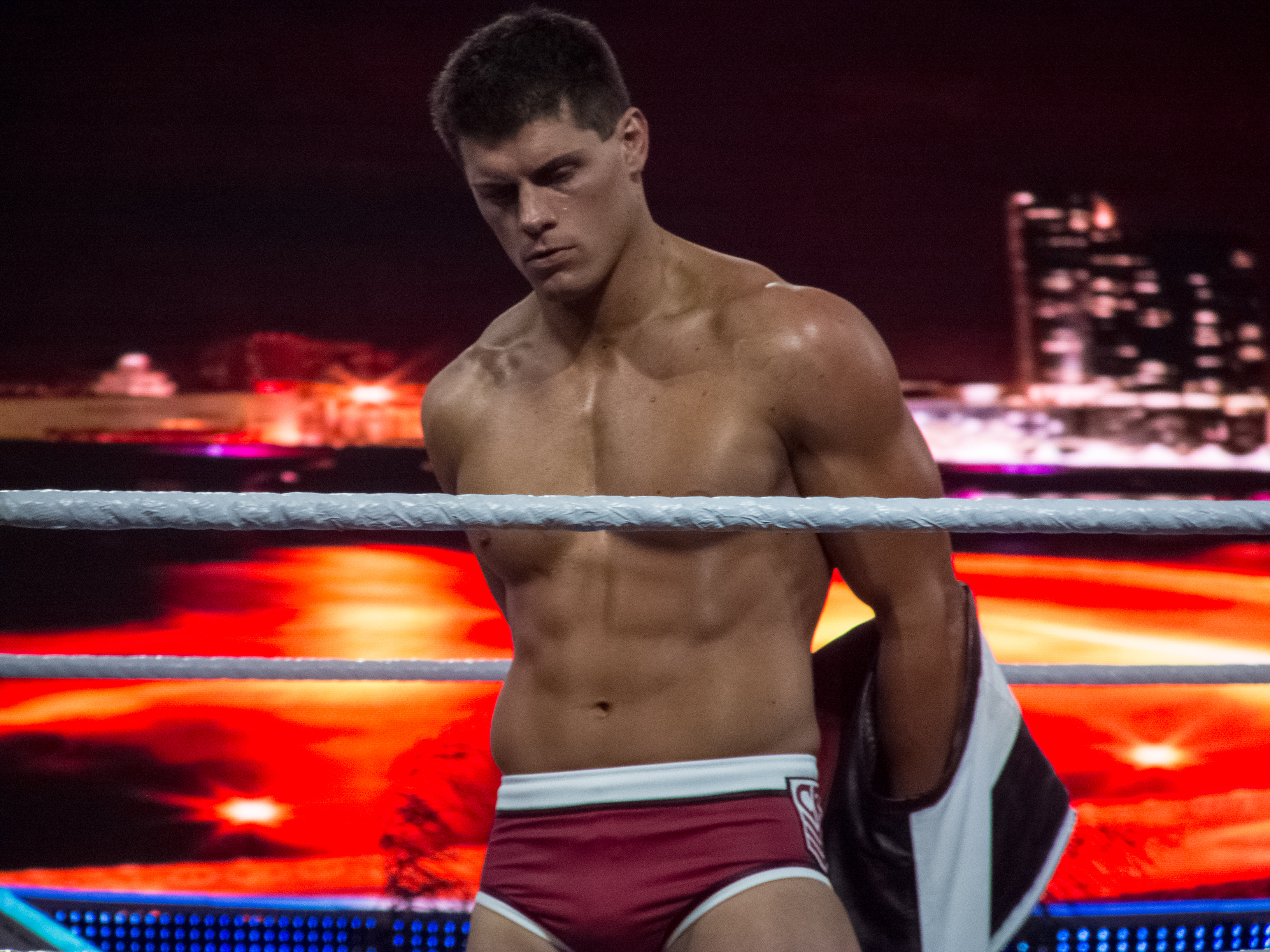
Cody – wrestler i członek zarządu, rywalizujący z MJF-em od gali Full Gear

Rywalizacje, których konkluzje miały miejsce na Full Gear były kreowane w cotygodniowych programach AEW Dynamite i AEW Dark, a także w serii Being The Elite na YouTube.
Po tym jak Jon Moxley pokonał Kennego Omegę w wyjątkowo brutalnej walce typu Lights Out na gali Full Gear, wyznaczył sobie za cel zdobycie mistrzostwa AEW World Championship. Ówczesny mistrz Chris Jericho zaproponował mu zamiast tego dołączenie do frakcji The Inner Circle. 8 stycznia 2020 Moxley zgodził się i przyjął kluczyki od darowanego mu przez mistrza samochodu, ale później przyznał, że tylko żartował. 15 stycznia 2020 Jericho zaatakował go znienacka i celowo uszkodził jego oko ostrym przedmiotem. Wbrew oczekiwaniom mistrza, Moxley nie wycofał się i brał udział w kolejnych walkach, nosząc od tej pory opaskę na oku. 22 stycznia 2020 pokonał PACa, w wyniku czego stał się głównym pretendentem do tytułu, a jego walka została zaplanowana na gali Full Gear.
Cody na początku istnienia All Elite Wrestling przyjął MJF-a jako swojego protegowanego. Podopieczny często towarzyszył mu w narożniku. Wkrótce Cody stał się głównym pretendentem do pasa mistrzowskiego AEW World Championship. Chcąc uniknąć kontrowersji, z jaką wiąże się zwykle posiadanie mistrzostwa i pozycji w zarządzie jednocześnie, zobowiązał się, że jeśli przegra, to już nigdy więcej nie będzie walczył o jakiekolwiek mistrzostwo. Walka o AEW World Championship odbyła się na Full Gear. Cody przegrał, ponieważ MJF zdradził go i poddał się w jego imieniu, rzucając biały ręcznik. Wkrótce MJF dołączył do stajni heelów The Inner Circle panującego mistrza Chrisa Jericho. Cody chciał się odegrać na swoim byłym podopiecznym. W związku z tym MJF wynajął Wardlowa jako swojego ochroniarza, chcąc uniknąć pojedynku ze swoim byłym mentorem. Ostatecznie zgodził się na walkę przeciwko Cody’emu, ale postawił kilka warunków: do czasu walki Cody nie może go dotknąć, a ponadto musi najpierw przyjąć 10 ciosów skórzanym pasem i pokonać Wardlowa w walce typu Steel Cage match. Cody spełnił wszystkie warunki, a jego walka z MJF-em została zaplanowana na Revolution.
30 października 2020 Jake Hager jako członek The Inner Circle był częścią grupy, która zaatakowała Dustina Rhodesa na parkingu, aby osłabić psychicznie Cody’ego przed jego walką z Chrisem Jericho o mistrzostwo AEW World na Full Gear. To właśnie Hager złamał Dustinowi dłoń drzwiami samochodu. 12 lutego 2020 Dustin Rhodes, którego dłoń była już wyleczona, wyzwał Jake’a  Hagera do walki na Revolution. Wypomniał mu przy tym prowokacyjnie jego nieudaną karierę zawodnika mieszanych sztuk walki i fakt, że nigdy dotąd nie walczył w ringu All Elite Wrestling
Tag team Kennego Omegi i Adama Page’a zdobył mistrzostwo AEW World Tag Team Championship, pokonując SoCal Uncensored 22 stycznia 2020. Od samego początku Page cechował się nastawieniem niepasującym do reszty stajni The Elite, a obserwatorzy spekulowali, że może wkrótce dojść do rywalizacji między członkami zwycięskiego tag teamu. 19 lutego dwaj inni członkowie tej stajni, tag team The Young Bucks, wygrali Battle Royal o pierwszeństwo do ubiegania się o mistrzostwo drużynowe na gali Revolution. 26 lutego w czasie wywiadu Jima Rossa z The Elite doszło do kłótni Adama Page’a z Kennym Omegą i The Young Bucks.
29 stycznia 2020 Darby Allin nawiązał współpracę z Private Party (Isiah Kassidy i Marq Quen). Tego dnia ich drużyna została pokonana przez grupę The Inner Circle (Chris Jericho, Santana i Ortiz), której członkowie bili pokonanych przeciwników po walce. Sammy Guevara zabrał charakterystyczną dla Allena deskorolkę i pchnął go tak mocno, by uderzył w nią gardłem. Allen powrócił 19 lutego i wyzwał Guevarę do walki na gali Revolution.
12 lutego 2020 Nyla Rose pokonała Riho w walce o pas AEW Women’s World Championship. Tydzień później, gdy udzielała wywiadu, Kris Statlander i Big Swole przerwały jej, domagając się walki o mistrzostwo. 24 lutego organizacja All Elite Wrestling ogłosiła, że pierwszą walkę w obronie tytułu Rose stoczy na gali Revolution przeciwko Statlander.
Podczas walki Paca z Trentem w odcinku Dynamite 6 listopada 2019 roku, Chuck Taylor odwrócił uwagę sędziego, podczas gdy Orange Cassidy wszedł do ringu i uderzył Paca serią kopnięć. Pac odpowiedział Pump Kickiem w głowę Cassidy’ego. 17 grudnia na odcinku Dark, Cassidy połączył siły z Best Friends (Taylor i Trent) w przegranej walce z Paciem i The Hybrid 2 (Angelico i Jack Evans). Cassidy ponownie wykonał serię kopnięć Pacowi, a gdy Pac spróbował kolejny raz udzerzyć Cassidy’ego Pump Kickiem, Cassidy uchylił się i skontrował, wykonując tornado DDT. 26 lutego 2020 roku w odcinku Dynamite, Cassidy przerwał wywiad Paca po jego przegranej walce z Kennym Omegą w Iron Man matchu, w wyniku czego Pac zaatakował Cassidy’ego. Później na odcinku, walka pomiędzy nimi została ustalona na Revolution, oznaczając pierwszy pojedynek Cassidy’ego w AEW.
8 stycznia 2020 Christopher Daniels przegrał walkę przeciwko Sammy’emu Guevarze. The Dark Order przybył wówczas do niego, oferując mu dołączenie do mrocznego zakonu. Daniels jednak odmówił. 29 stycznia Evil Uno oświadczył Christopherowi Danielsowi, że Najwyższy kazał im obrać za cel rodzinę i znajomych Danielsa.

## Gala

### The Buy In

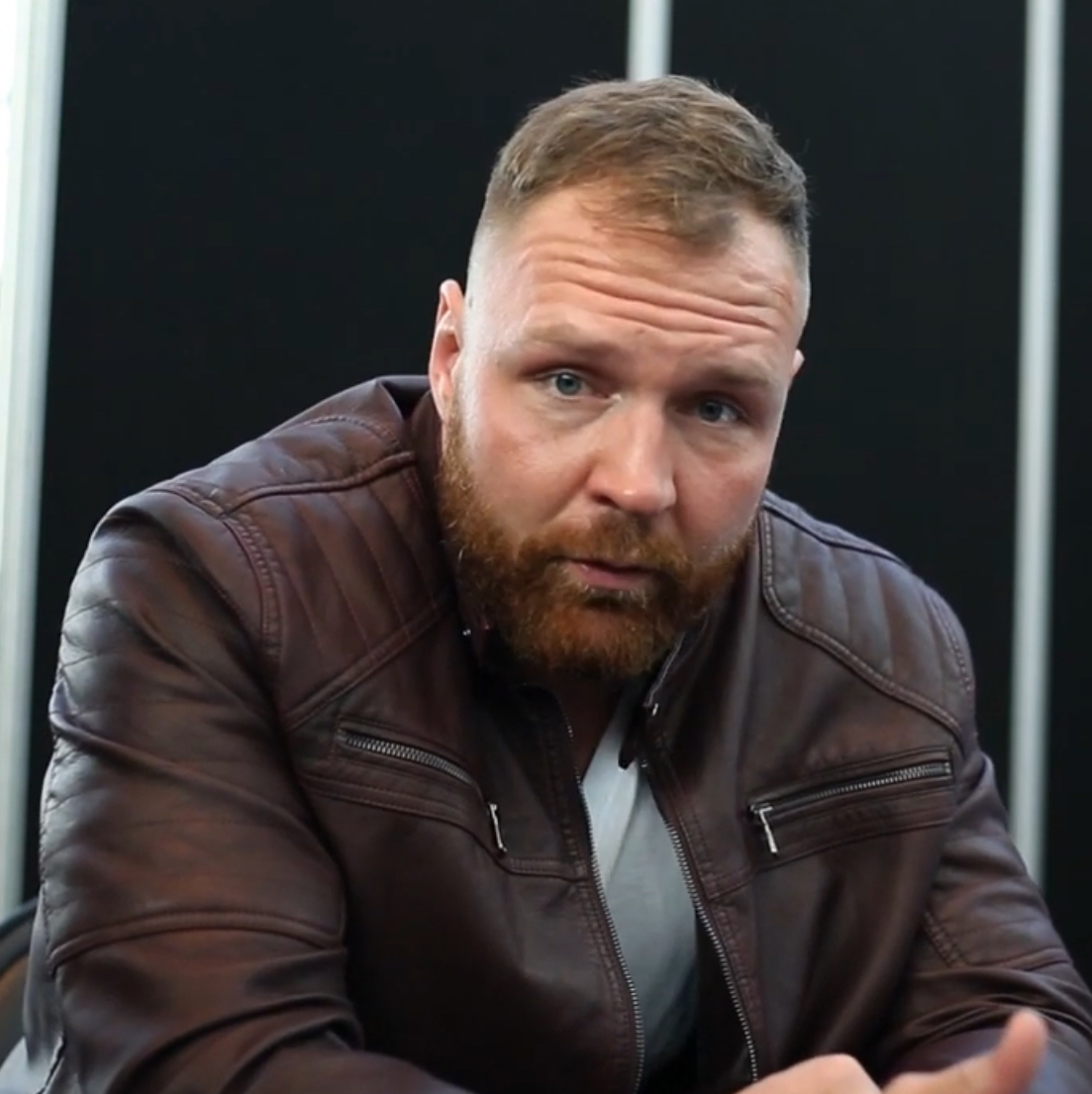
Jon Moxley – nowy główny mistrz AEW

Frankie Kazarian i Scorpio Sky przekonali trzeciego członka SoCal Uncensored, Christophera Danielsa, że lepiej będzie, jeśli pozostanie na zapleczu. The Dark Order wygrał walkę przeciwko nim i atakował przeciwników dalej po walce. Na pomoc przyszedł im debiutujący w All Elite Wrestling Colt Cabana, który również został obezwładniony. Niespodziewanie na ring weszła postać w szacie z zasłoniętą twarzą. Komentatorzy spekulowali, że może być to Najwyższy, tajemniczy przywódca The Dark Order. Okazało się, że był to Christopher Daniels, dzięki którego interwencji udało się odeprzeć atak zwycięzców.

### Główne show
Dustin Rhodes próbował przypiąć Jake’a Hagera, ale bezskutecznie. Rhodes przegrał, poddając się, gdy został mu założony chwyt.
Darby Allen pokonał Sammy’ego Guevarę dzięki manewrowi Coffin Drop. Walkę obserwował z trybun tag team The Jurassic Express. Po pojedynku Allen pokazał, że za chwilę zamierza zemścić się za zaatakowanie jego tchawicy deskorolką w jednym z odcinków AEW Dynamite, ale Jake Hager odniósł Guevarę za kulisy, zanim doszło do zemsty.
Kennemu Omedze i Adamowi Page’owi mimo różnic i kłótni, udaje się pokonać The Young Bucks i zachować AEW World Tag Team Championship.
Nyla Rose pokonała Kris Statlander i obroniła mistrzostwo AEW Women’s World Championship.
Cody zaprezentował się z nowym tatuażem na szyi, przedstawiający czaszkę ze skrzydłami i w koronie - całość we wzorze flagi Stanów Zjednoczonych. W czasie swojej walki przypiął MJF-a, ale nie pozwolił sędziemu doliczyć do trzech, chcąc się bardziej odegrać na przeciwniku. W walkę próbował interweniować Wardlow, Brandi Rhodes próbowała go powstrzymać, a Cody stając w obronie swojej żony niechcący znokautował Arna Andersona. Z czasem MJF coraz mocniej krwawił z głowy. Próbował też użyć pasa do biczowania, ale został rozbrojony i zaatakowany własną bronią. Przegrywając, skutecznie udawał żal, aby osłabić uwagę Cody’ego i zaatakować w odpowiednim momencie, jednak Cody odparł atak. Mimo to, ostatecznie MJF pokonał przeciwnika, powalając go ciosem z kolana w głowę i przypinając. Przegrany Cody schodził z ringu oklaskiwany przez widownię.
PAC wygrał walkę przeciwko Orange Cassidy’emu, zakładając mu chwyt i zmuszając do poddania. W walkę próbowali interweniować The Lucha Brothers, prowokując towarzyszący Cassady’emu tag team Private Party.

### Walka wieczoru
Jon Moxley walczył z Chrisem Jericho o główne mistrzostwo AEW. W walkę bezskutecznie próbowali interweniować inni członkowie The Inner Circle: Santana i Ortiz, Jake Hager oraz Sammy Guevara. Chris Jericho skupiał się na zadawaniu obrażeń oku Jona Moxleya, które znajdowało się pod opaską i wraz z podstępem walki zaczynało coraz obficiej krwawić. Jericho starał się również wykorzystać wadę wzroku przeciwnika. Pod koniec walki Moxley skutecznie uniknął przemyślanych ataków i powalił mistrza, po czym pokazał, że pod jego opaską cały czas znajdowało się zdrowe oko. Ostatecznie wykończył Chrisa Jericho manewrem Paradigm Shift i przypiął go, wygrywając oraz przejmując mistrzostwo AEW.

## Wyniki
| Nr | Wyniki | Stypulacje                                       | Czas  |
| --- | --- | ------------------------------------------------ | ----- |
| 1AD | Dr. Britt Baker, D.M.D. i Penelope Ford (z Kip Sabian) pokonali Riho i Yukę Sakazaki poprzez submission                                       | Tag team match                                   | 8:10  |
| 2P | The Dark Order (Evil Uno i Stu Grayson (z Alexem Reynoldsem i Johnem Silverem) pokonali SoCal Uncensored (Frankiego Kazariana i Scorpio Skya) | Tag team match                                   | 9:25  |
| 3 | Jake Hager pokonał Dustina Rhodesa poprzez submission                                                                                         | Singles match                                    | 14:40 |
| 4 | Darby Allin pokonał Sammy’ego Guevarę | Singles match                                    | 5:00  |
| 5 | Kenny Omega i Adam Page (c) pokonali The Young Bucks (Matta Jacksona i Nicka Jacksona)                                                        | Tag team match o AEW World Tag Team Championship | 30:05 |
| 6 | Nyla Rose (c) pokonała Kris Statlander | Singles match o AEW Women’s World Championship   | 12:45 |
| 7 | MJF (z Wardlowem) pokonał Cody’ego (z Arnem Andersonem i Brandi Rhodes)                                                                       | Singles match                                    | 24:40 |
| 8 | PAC pokonał Orange’a Cassidy’ego (z Chuckiem Taylorem i Trentem) poprzez submission                                                           | Singles match                                    | 13:00 |
| 9 | Jon Moxley pokonał Chrisa Jericho (c) (z Santaną i Ortizem)                                                                                   | Singles match o AEW World Championship           | 22:20 |
| (c) – mistrz/mistrzyni przed walkąAD – walka była nagrywana do oddzielnego odcinka AEW DarkP – walka miała miejsce w pre-show | |                                                  |       |